# C.H. Ostenfeld
Carl Emil Hansen Ostenfeld (født 3. august 1873 i Randers, død 16. januar 1931 i København) var en dansk systematisk botaniker. Ostenfeld er i Danmark kendt for udforskningen af den danske flora, herunder planktonet i de danske farvande.
Ostenfeld blev født i Randers, blev student i Nykøbing Falster 1891 og studerede botanik ved Københavns Universitet under professor Eugen Warming. Han blev mag.scient. 1897 og blev 1900 ansat som inspektør ved Københavns Universitets Botaniske Museum, og disputerede 1906 for doktorgraden. Han var kurator ved Botanisk Museum 1900-1918, da han blev professor i botanik ved Den Kongelige Veterinær- og Landbohøjskole 1918-1923. Ved Raunkiærs tidlige pensionering blev Ostenfeld professor i botanik ved Københavns Universitet og direktør for Botanisk Have, en stilling han varetog til sin død i 1931. 1916 blev han medlem af Videnskabernes Selskab og 1921 medlem af Carlsbergfondets direktion (næstformand 1926). Han var Ridder af Dannebrog og Dannebrogsmand.
Som student deltog Ostenfeld i den danske Ingolf-ekspedition til farvandene om Island og Grønland (somrene 1895 og 1896); herved kom han ind på studiet af plankton, særlig havenes planteplankton, og offentliggjorde fra 1896 en lang række afhandlinger om planktonorganismer, deres former, forekomst og biologi. 1900 var Ostenfeld blevet medlem af Kommissionen for Havundersøgelser og 1902 leder af planktonundersøgelser ved de da påbegyndte internationale havundersøgelsers danske afdeling. I denne forbindelse må nævnes: "Havgræssernes Udbredelse i Verdenshavene" (Naturen, 1917). Ved sine rejser i nordlige farvande kom Ostenfeld ligeledes ind på udforskningen af nordlige egnes landflora. Særlig har hans arbejder drejet sig om Færøerne. Han har i det store, statelige værk Botany of the Færdes, based upon Danish Investigations (1901-08) foruden plankton behandlet blomsterplanterne, hvilket emne afgav stoffet for hans doktorafhandling (Plantevæksten paa Færøerne med særlig Hensyntagen til Blomsterplanterne). Også fra Island har han givet floristiske skildringer (Botanisk Tidsskrift 1898, 1899 og 1905), og i samarbejde med Otto Gelert begyndte han en samlet fremstilling af den arktiske Flora (Flora arctica, I 1902), lige som han dels alene, dels sammen med andre har skrevet adskilligt om Grønlands plantevækst.
Et ikke mindre interesseret og værdifuldt arbejde har Ostenfeld helliget udforskningen af moderlandets flora, hvoraf han, med sit skarpe og sunde blik for formforskelligheder, var en sikker kender. Han har i en lang række afhandlinger beskæftiget sig dels med systematiske forhold hos en del i forskellige planteslægter, dels givet vegetationsskildringer fra enkelte egne. I denne sammenhæng må nævnes: Aalegræssets (Zostera's) Biologi og Udbredelse i danske Farvande (1908), "De danske Farvandes Plankton i Aarene 1898—1901. Phytoplankton og Protozoer", I—II (Videnskabernes Selskabs Skrifter 1913 og 1916), "Randersdalens Plantevækst" i A.C. Johansen: Randers Fjords Naturhistorie (1918), "Danmarks Plantevækst" i Danmark, Land og Folk, udgivet ved Daniel Bruun (1919-20), "Bemærkninger om danske Træers og Buskes Systematik og Udbredelse" I og II (Dansk Skovforenings Tidsskrift 1918 og 1920). Det skyldtes endvidere Ostenfelds initiativ, at "Topografisk-Botanisk Undersøgelse af Danmarks", en systematisk undersøgelse af den danske flora, fra begyndelsen af 1904 sattes i gang i Dansk Botanisk Forening.
Vigtige eksperimentelle studier over problemer fra læren om artsdannelse og arvelighed har Ostenfeld udført med hensyn til mælkebøtte og høgeurt (Om Kønnet hos vore Tetraxacum-Arter, Botanisk Tidsskrift, 1899; sammen med Christen Raunkiær, Kastreringsforsøg med Hieracium o.a. Cichorieæ, sammesteds 1903; sammen med O. Rosenberg, Experimental and Cytologicai Studies in the Hieracia, smst. 1906, m.fl.). Endvidere: Further Studies on the Apogamy and Hybridization of the Hieracia (1910), "Kimdannelse uden befrugtning og bastarddannelse hos nogle Kurveblomstrede" (Landbohøjskolens Årsskrift, 1919). Et stort, af andre i forskellige verdensegne indsamlet plantemateriale har Ostenfeld bearbejdet, således fra Koh/Ghang, Pamir, arktiske egne og andre steder. Endelig har han sammen med A. Mentz udgivet en populær fremstilling: Planteverdenen i Menneskets Tjeneste (»Frem« 1906) og forfattet teksten til det store billedværk Billeder af Nordens Flora, I—III (København 1901—07, ny udg. 1917—23). Af hensyn til sit museumsarbejde og planerne om en mere tidssvarende bygning for Universitetets store plantesamlinger foretog Ostenfeld rejser til museer rundt om i Europa og Amerika.
Han er også i Australien kendt for sin udforskning af floraen i Western Australia, hvilket blev virkeliggjort ved et tilfælde. I 1914 var han blevet indbudt af British Association for the Advancement of Science til at deltage i deres årsmøder rundt omkring i australske provinshovedstæder. En ulykke om bord på skibet fra Europa gjorde at han måtte indlægges på hospitalet i Perth. Da han blev udskrevet var årmøderne forbi og han brugte i stedet tiden på botanik, hvilket resulterede i Contributions to West-Australian Botany, I og II (1916 og 1921).
Ostenfeld var også medlem af bestyrelsen for Rask-Ørsted Fondet fra 1926, af Konsistorium fra 1927, formand for foreningen Dansk Samvirke, medlem af bestyrelsen for Det Kongelige Danske Geografiske Selskab, æres- eller korresponderende medlem af de botaniske selskaber i Edinburgh, Genève, USA, Tjekkoslovakiet, Royal Botanical Society i London, af Societas pro Fauna et Flora Fennica og af Bergens Museumsforening.
Han er begravet på Vestre Kirkegård.
Standard auktorbetegnelse for arter beskrevet af C.H. Ostenfeld: Ostenf.

## Udvalgte videnskabelige arbejder
- Ostenfeld, C.H. & Ove Paulsen (1910-1911) Marine plankton from the East-Greenland Sea (W. of 6° W. Long, and N. of 73° 30’ N. Lat.): collected by the "Danmark-Expedition" 1906-1908 (Danmark-ekspeditionen til Grønlands Nordøstkyst 1906-1908, under ledelse af L. Mylius-Erichsen, Bd. 3). Meddelelser om Grønland bd. 43 (11).
  - I : List of diatoms and flagellates / by C.H. Ostenfeld. 1910
  - II : Protozoa / by C.H. Ostenfeld. 1910
  - III : Peridiniales / by Ove Paulsen. 1910
  - IV : General remarks on the microplankton / by C.H. Ostenfeld and Ove Paulsen. 1911
- Ostenfeld, C. E. H. 1912. Some remarks on the International Phytogeographic Excursion in the British Isles. New Phytologist, 11: 114-127.
- Ostenfeld, C. E. H. 1916. Contributions to West Australian Botany, part I: Introduction, The sea-grasses of West Australia. Dansk Botanisk Arkiv, 2(6): 1-44.
- Ostenfeld, C. E. H. 1918a. Contributions to West Australian Botany, part II: Stray notes from the tropical West Australia. Dansk Botanisk Arkiv, 2(8) : 1-29.
- Ostenfeld, C. E. H. 1918b. Contributions to West Australian Botany, part II: A revision of the West Australian species of Triglochin, Crasssula (Tillaea) and Frankenia. Dansk Botanisk Arkiv, 2(8) : 30-55.
- Ostenfeld, C. E. H. 1921. Contributions to West Australian Botany, part III : Additions and notes to the flora of extra-tropical W. Australia. Biologiske Meddelelser, Kongelige Danske Videnskabernes Selskab, 3(2): 1-144.
- Ostenfeld, C.H. 1926. The flora of Greenland and its origin. Biologiske Meddelelser, Kongelige Danske Videnskabernes Selskab, 6, 1-71.
- Ostenfeld, C.H. 1931. The distribution within Denmark of the higher plants Results of the topographic-botanical investigation. 1: A brief historical survey of the investigation. Det Kongelige Danske Videnskabernes Selskabs Skrifter, Naturvidenskabelig og Mathematisk Afd., 9. Række, 3(1).
- Ostenfeld, C.H. & Johs. Grøntved, 1934. The Flora of Iceland and the Færoes. Copenhagen, 1934.